# Gifkaakdragers
Gifkaakdragers of chelicerendragers (Chelicerata) zijn een grote onderstam van de Arthropoda (geleedpotigen).
De wetenschappelijke naam van de groep werd voor het eerst voorgesteld door Richard Heymons in 1901. Tot de gifkaakdragers behoren de zeespinnen (Pycnogonida), spinachtigen (Arachnida) en een aantal uitgestorven groepen, waaronder de zeeschorpioenen. De spinnen, schorpioenen en degenkrabben zijn bekende vertegenwoordigers. Tegenwoordig zijn er meer dan 77.000 terrestrische soorten beschreven. Mogelijk zijn er nog honderdduizenden niet geïdentificeerd.

## Ontstaan
De gifkaakdragers zijn ontstaan in het Midden-Cambrium; de eerste erkende cheliceraatfossielen, behorend tot Sanctacaris, zijn gedateerd op een ouderdom van 508 miljoen jaar. Vroege cheliceraten waren zeedieren die in morfologie veel gemeen hadden met de Xiphosura en pycnogoniden (zeespinnen).

## Uiterlijke kenmerken
Zoals alle geleedpotigen hebben gifkaakdragers gesegmenteerde lichamen met een hard exoskelet, opgebouwd uit verschillende lagen van eiwitten en chitine. De lichaamssegmenten zijn gefuseerd tot een prosoma (kopborststuk) en een opisthosoma of abdomen. De gifkaakdragers zijn vernoemd naar hun klauwachtige mondaanhangsels genaamd cheliceren. In de meeste subgroepen zijn het beweegbare tangen die enkel worden gebruikt om te eten. De cheliceren van sommige spinnen, zoals rolspinnen, zijn gemodificeerd tot giftanden waarmee de spin actief kan jagen.

## Levenswijze
Gifkaakdragers waren oorspronkelijk roofdieren, maar de groep heeft gedurende de evolutie verschillende voedingsstrategieën ontwikkeld: predatie, parasitisme, herbivorie en zelfs detrivorie. Hoewel hooiwagens vast voedsel kunnen verteren, zijn de ingewanden van de meeste moderne soorten hiervoor te smal; ze maken hun voedsel over het algemeen vloeibaar door het te malen met hun cheliceren en pedipalp. Terrestrische gifkaakdragers beschikken over excretieorganen genaamd buizen van Malpighi, structuren die zich onafhankelijk in insecten hebben ontwikkeld. De degenkrabben en de zeespinnen leven in de zee, de spinachtigen zijn landbewoners. Sommige groepen, zoals de watermijten, zijn later weer naar het water teruggekeerd.

## Taxonomie
Gifkaakdragers zijn verdeeld in vier klassen, waarvan één uitgestorven:
- Arachnida (Spinachtigen)
- Merostomata (o.a. degenkrabben)
- Pycnogonida (Zeespinnen)

### Uitgestorven
- Eurypterida (Zeeschorpioenen)  †

Er wordt verwantschap vermoed met de eveneens uitgestorven trilobieten.